# Саджо, Кевин Леле
Кевин Леле Саджо (фр. Kevin Lele Sadjo; 6 апреля 1990) — французский боксёр-профессионал.
Победитель (2017) и серебряный призёр (2016) чемпионата Франции среди любителей. Среди профессионалов Чемпион Франции (2018) во 2-м среднем весе, бывший чемпион Европы по версии EBU (2021—2025) во 2-м среднем весе. Бывший чемпион по версии WBO Inter-Continental (2023—2024). 
Лучшая позиция по рейтингу BoxRec — 8-я (июнь 2025) и является 2-м среди французских боксёров суперсредней весовой категории, а в рейтингах основных международных боксёрских организаций занимает: 10-ю строку рейтинга WBC, 3-ю строку в рейтинге IBF, 9-ю строку в рейтинге WBO, — входя в ТОП-10 лучших суперсредневесов всего мира.

## Любительская карьера

### Чемпионат Франции 2016
Выступал в полутяжёлой весовой категории (до 81 кг). В 1/8 финала победил Годфруа Боссира. В четвертьфинале победил Оливера Вотрена. В полуфинале победил Сулимана Абдурашидова. В финале проиграл Бакари Мамаду Диабира.

### Чемпионат Франции 2017
Выступал в полутяжёлой весовой категории (до 81 кг). В четвертьфинале победил Идрисса Догбегана. В полуфинале победил Леонардо Хименеса. В финале победил Бакари Мамаду Диабира.

### World Series of Boxing2017
Выступал в полутяжёлой весовой категории (до 81 кг). Представлял команду «France Fighting Roosters». 23 февраля 2017 года проиграл болгарину Радославу Панталееву.

## Профессиональная карьера
Дебютировал на профессиональном ринге 17 июня 2017 года в возрасте 27 лет. Победил техническим нокаутом во 2-м раунде.
9 марта 2024 года нокаутировал в 8-м раунде экс-чемпиона мира во 2-м среднем весе итальянца Джованни Де Каролиса.
Бой с Хабибом Ахмедом
10 мая 2025 года стал частью вечера бокса проведя бой в Малабо, (Экваториальная Гвинея) с Хабибом Ахмедом (30-3-1, 21 КО) из Ганы. Саджо сразу захватил преимущество и шёл вперед выбрасывая удары по этажам. Более гарабритный соперник не мог сдерживать Саджо на дистанции. Во втором раунде фаворит стал резать углы и увеличил активность Ахмед наоборот ушел в глухую оборону за блок. За минуту до конца раунда ганец оказался в нокдауне после удара в корпус, но Саджо не стал добивать соперника. В тртьем раунде ганец снова оказался в нокдауне от удара по корпусу и не смог встать. КО3.

## Статистика боёв
В таблице перечислены результаты всех поединков боксёров.
В каждой строке указан результат поединка. Дополнительно номер поединка обозначен цветом, который обозначает итог поединка. Расшифровка обозначений и цветов представлена в нижеследующей таблице.
| Пример | Расшифровка                     |
| ------ | ------------------------------- |
|        | Победа                          |
|        | Ничья                           |
|        | Поражение                       |
|        | Планируемый поединок            |
|        | Поединок признан несостоявшимся |
| КО     | Нокаут                          |
| ТКО    | Технический нокаут              |
| PTS    | Решение судей (по очкам)        |
| UD     | Единогласное решение судей      |
| MD     | Решение большинства судей       |
| SD     | Раздельное решение судей        |
| RTD    | Отказ от продолжения боя        |
| DQ     | Дисквалификация                 |
| NC     | Поединок признан несостоявшимся |

| Бой | Дата            | Соперник                            | Место проведения                                                                 | Результат   | Примечание                                                                                             |
| --- | --------------- | ----------------------------------- | -------------------------------------------------------------------------------- | ----------- | --- |
| 24  | 14 декабря 2024 | Диего Габриэль Чавес (30-10-1)      | Grand Hyatt Baha Mar, Нассау, Багамские Острова                                  | TKO 4 (10)  | |
| 23  | 13 июня 2024    | Дюрваль Элиас Паласио (13-2)        | Zenith de Paris-La Villette, Париж, Франция                                      | UD 12 (12)  | Счёт: 118-110, 115-111, 114-112.                                                                       |
| 22  | 9 марта 2024    | Джованни Де Каролис (33-10-1)       | Palais des sports Marcel-Cerdan, Леваллуа-Перре, О-де-Сен, Франция               | TKO 8 (12)  | Защитил титул EBU во 2-м среднем весе (2-я защита Саджо).                                              |
| 21  | 2 декабря 2023  | Абрахам Габриэль Буонарриго (12-4)  | Palais des Sports, Марсель, Буш-дю-Рон, Франция                                  | TKO 4 (12)  | Защитил титул WBO Inter-Continental во 2-м среднем весе (1-я защита Саджо).                            |
| 20  | 28 мая 2023     | Свен Элбир (19-1)                   | Palais des Sports Robert Oubron, Кретей, Валь-де-Марн, Франция                   | TKO 7 (12)  | Завоевал вакантный титул WBO Inter-Continental во 2-м среднем весе.                                    |
| 19  | 19 ноября 2022  | Эмре Чукюр (19-1-1)                 | La Palestre, Ле-Канне, Прованс — Альпы — Лазурный Берег, Франция                 | TKO 7 (12)  | Защитил титул EBU во 2-м среднем весе (1-я защита Саджо).                                              |
| 18  | 15 августа 2022 | Бадри Гогичашвили (11-18-5)         | Дворец фестивалей и конгрессов, Канны, Прованс — Альпы — Лазурный Берег, Франция | TKO 3 (10)  | |
| 17  | 18 декабря 2021 | Джек Каллен (20-2-1)                | Манчестер Арена, Манчестер, Англия, Великобритания                               | TKO 6 (12)  | Завоевал вакантный титул EBU во 2-м среднем весе.                                                      |
| 16  | 17 июля 2021    | Хавьер Франсиско Масьель (33-12)    | Stade du Heysel, Брюссель, Бельгия                                               | UD 8        | Счёт: 78-73, 79-72, 79-73.                                                                             |
| 15  | 5 декабря 2020  | Ронни Ландаэта (17-2)               | Palais des sports Marcel-Cerdan, Леваллуа-Перре, Франция                         | UD 10       | Защитил титул WBA Inter-Continental во 2-м среднем весе (2-я защита Саджо). Счёт: 97-92, 99-90, 98-91. |
| 14  | 16 ноября 2019  | Роландо Венкеслао Мансилья (15-6-1) | Palais des sports Marcel-Cerdan, Леваллуа-Перре, Франция                         | TKO 1 (12)  | Защитил титул WBA Inter-Continental во 2-м среднем весе (1-я защита Саджо).                            |
| 13  | 20 июля 2019    | Вальтер Габриэль Секейра (22-5)     | Palais des Sports, Марсель, Буш-дю-Рон, Франция                                  | TKO 10 (12) | Завоевал вакантный титул WBA Inter-Continental во 2-м среднем весе.                                    |
| 12  | 29 июня 2019    | Джон Кортес (12-5-1)                | Arènes de Fréjus, Фрежюс, Франция                                                | TKO2 (8)    | |
| 11  | 15 июня 2019    | Давид Радефф (9-13-2)               | Patinoire d’Amiens, Амьен, Сомма, Франция                                        | TKO 8 (8)   | |
| 10  | 30 марта 2019   | Ника Гважава (9-16-3)               | Centre Pierre Brossolette, Сен-Мор-де-Фоссе, Валь-де-Марн, Франция               | RTD 3 (6)   | |
| 9   | 22 февраля 2019 | Садок Себки (3-4)                   | Chateau des Rochers, Ножан-сюр-Уаз, Уаза, Франция                                | TKO 4 (6)   | |
| 8   | 20 октября 2018 | Джордже Маркович (5-9-1)            | Canal Olympia, Дакар, Сенегал                                                    | TKO 2 (6)   | |
| 7   | 12 мая 2018     | Милош Павичевич (2-7-2)             | Gymnase Cosec, Кон-Кур-сюр-Луар, Ньевр, Франция                                  | TKO 3 (6)   | |
| 6   | 30 марта 2018   | Матиус Руайе (17-31-7)              | Palais des sports Marcel-Cerdan, Леваллуа-Перре, Франция                         | TKO 3 (10)  | Защитил титул чемпиона Франции во 2-м среднем весе (1-я защита Саджо).                                 |
| 5   | 20 января 2018  | Шамиль Исмаилов (16-3)              | Palais des sports Marcel-Cerdan, Леваллуа-Перре, Франция                         | TKO 4 (10)  | Завоевал титул чемпиона Франции во 2-м среднем весе (1-я защита Исмаилова).                            |
| 4   | 8 декабря 2017  | Отари Гогоберишвили (2-5-2)         | Salle jean Vilain, Фрежюс, Вар, Франция                                          | TKO 4 (6)   | |
| 3   | 11 ноября 2017  | Габриэль Лекроснье (19-44-4)        | Vélodrome de Saint-Quentin-en-Yvelines, Монтиньи-ле-Бретоннё, Ивелин, Франция    | KO1 (6)     | |
| 2   | 22 июля 2017    | Владимир Харкевич (2-10-1)          | Salle Roger Maillaud, Нузонвиль, Арденны, Франция                                | TKO 2 (6)   | |
| 1   | 17 июня 2017    | Андрей Логинов (17-47-2)            | Salle Jean Cochet, Шартр, Эр и Луар, Франция                                     | TKO 2 (6)   | |
| Бой | Дата            | Соперник                            | Место проведения                                                                 | Результат   | Примечание                                                                                             |

## Титулы и достижения

### Любительские
- 2016  Серебряный призёр чемпионата Франции в полутяжёлом весе (до 81 кг).
- 2017  Чемпион Франции в полутяжёлом весе (до 81 кг).

### Профессиональные
- Чемпион Франции во 2-м среднем весе (2018).
- Титул WBA Inter-Continental во 2-м среднем весе (2019—2021).
- Титул EBU во 2-м среднем весе (2021—н. в.).
- Титул WBO Inter-Continental во 2-м среднем весе (2023—2024).